# آنا دالاکیان
آنا دالاکیان (ارمنی: Աննա Դալլաքյան؛ زادهٔ ۳۰ اوت ۲۰۰۱) بازیکن فوتبال در پست مهاجم اهل ارمنستان است.

## باشگاهی
از باشگاه‌هایی که در آن بازی کرده‌است می‌توان به باشگاه فوتبال زنان گیومری اشاره کرد.

## تیم ملی
وی همچنین در تیم ملی فوتبال زیر ۱۹ سال زنان ارمنستان و تیم ملی فوتبال زنان ارمنستان بازی کرده‌است. 